# TES (잡지)
TES(과거에는 타임스 에듀케이셔널 서플먼트(Times Educational Supplement)로 불림)는 교육 부문을 다루는 영국의 주간 잡지이다.

## 같이 보기
- 타임스 고등교육 세계 대학 랭킹